# Щулепников, Михаил Сергеевич
Михаил Сергеевич Щулепников (1778—1842) — генерал-аудитор флота, директор аудиторского департамента Морского министерства.

## Происхождение
Родился 6 (17) ноября 1778 года в семье дворянина из рода Щулепниковых — офицера, затем костромского помещика Сергея Афанасьевича Щулепникова (ок. 1725 — после 1768).
С. А. Щулепников начал службу в 1745 году в Казанском кирасирском полку; в 1753 году был произведён в корнеты, а в 1757 году назначен адъютантом. Во время Семилетней войны участвовал в Грос-Егерсдорфском сражении и в битве при местечке Фюрстенфельде, был ранен и 5 сентября 1758 года произведён в поручики; в 1759 году был в сражении при Пальциге и при Франкфурте. С окончанием Семилетней войны в 1762 году вернулся с войсками в Россию; 1 января 1765 года был произведён в ротмистры. В 1768 году был избран представителем Солигаличского дворянства для участия в заседаниях Екатерининской комиссии. По причине надвигавшейся войны 22 декабря 1768 года был уволен от депутатских обязанностей. Ссылаясь на болезни и раны, добился увольнения от военной службы с награждением чином секунд-майора.
Был женат на дочери вологодского воеводы Домникии Ивановне Белкиной. Михаил был их первым ребёнком. После него родились: Роман (1782—1851), Павел (1784—?), Александра (1787—1866), Николай (?—1857), Елизавета, Иван, Пётр, Анна.

## Биография
Михаил Сергеевич Щулепников поступил на службу вахмистром Конного полка и в 1796 году был произведён в капитаны в лейб-гренадерском полку, но уже в следующем 1797 году по болезни вышел в отставку. В 1801 году он определился на службу по выборам дворян в Солигаличский уездный суд, но болезнь вынудила его уже в следующем году уйти в отставку. В 1805 году он поступил переводчиком в государственный военный адмиралтейский департаменте и в 1807 году был произведён в коллежские асессоры.
Во время войны состоял штаб-офицером 13-й дружины Санкт-Петербургского ополчения;в сражении под Полоцком был ранен и получил орден Св. Владимира 4-й степени с бантом. В 1813 году состоял сперва дежурным штаб-офицером при сенаторе Бибикове; с 5 августа находился под Данцигом для поручений при принце Вюртембергском, а 21 августа — в сражении при Лангфуре, где был контужен в правую ногу и ранен пулей навылет в правый локоть. Был пожалован орденом Св. Анны 2-й степени, прусским орденом Pour le Mérite и чином надворного советника. В 1814 году поступил в Рижский драгунский полк с переименованием в штабс-капитаны, вскоре был произведён в майоры, а в 1815 году назначен адъютантом к принцу Виртембергскому.
В 1819 году был определён дежурным штаб-офицером отдельного корпуса внутренней стражи; в 1822 году за усердную службу был произведён в подполковники. В 1824 году был уволен от службы в чине полковника и награждён полной пенсией. С 1825 года состоял исправляющим должность начальника счётного отделения департамента внешней торговли и вскоре получил алмазный знак Анны 3-й ст. и 2½ тысячи рублей. В 1826 году был произведён в коллежские советники и утвержден в должности начальником отделения. В 1828 году был произведён в статские советники и награждён орденом Св. Владимира 3-й степени, а через два года уволен от службы по прошению, с пенсией в 3000 рублей.
В 1832 году был назначен директором канцелярии Морского министерства с производством в действительные статские советники. В 1836 году определён генерал-аудитором флота и директором аудиторского департамента Морского министерства. В 1837 году награждён орденом Св. Станислава 1-й степени.
Умер 15 (27) августа 1842 года. Был похоронен на Большеохтинском кладбище. 